# Cinema do Paraguai

A primeira projeção de cinema chegou ao Paraguai em 2 junho de 1900. O primeiro longa-metragem de produção integralmente paraguaia foi Cerro Corá (1978). Entre os principais sucessos do país encontram-se Hamaca paraguaya, El tiempo nublado, Cuchillo de palo, 7 cajas, La Redención, Latas Vacías, Costa Dulce, Ejercicios de memoria, Los Buscadores, Las herederas, Leal, solo hay una forma de vivir. O país vem consolidando cada vez mais sua tradição cinematográfica e sua participação nos festivais de cinema internacionais, como apenas em 2019 foi aprovada uma Lei de Cinema para o país, a maioria de suas produções até então dependeram de co-produções internacionais.
Marcada por realizações esporádicas e tentativas isoladas, a cinematografia paraguaia se desenvolve em uma constante de escassez, incerteza e descontinua. Com mais de trinta e cinco anos de ditadura no século XX e as limitações do pequeno mercado, a atividade não conseguiu prosperar. A partir da década de 1980, o vídeo facilitou o surgimento de talentos e, nos últimos anos, a tecnologia digital permitiu a produção de longas-metragens de ficção totalmente paraguaios, como o filme Hamaca paraguaya de Paz Encina (2006), rodado em 35 mm, é uma revelação no Festival de Cinema de Cannes de 2006. Este e outros marcos daquele ano, como a 15.ª edição do Festival Internacional de Cinema de Assunção e o debate de um projeto de lei sobre o cinema no Congresso Nacional, adquirem uma relevância impensável poucos anos antes, e anunciar o tão esperado surgimento desta cinematografia ausente do continente sul-americano.

## História

### Introdução do cinema no país
Em seu livro The Livingstone of South America (1933), o missionário e linguista Richard James Hunt (1874-1938) descreve o impacto nos indígenas Enxet, em 1895, na primeira vez que o missioneiro escocês Wilfred Barbrooke Grubb empregou a Lanterna mágica (aparelho ótico precursor do cinematógrafo), que a partir de então, passou a ser usada em todos os serviços religiosos dominicais na estação missioneira Riacho Fernández, 48 quilómetros ao norte de Concepção, sobre a margem do Rio Paraguai.
O cinematógrafo, dos Irmãos Lumière desembarcou no Paraguai com as primeiras Vistas de Actualidade, no Teatro Nacional (depois Municipal) de Assunção, em junho de 1899 (4 anos após as primeiras projeções em Paris).

### Primeiros filmes no país
As primeiras filmagens no Paraguai foram feitas em 1905, os precursores são os pioneiros argentinos Ernesto Gunche e Eduardo Martínez de la Pera, que fizeram as primeiras vistas de Assunção e das plantações de mate do interior do país, além de filmar as magníficas Missões Jesuítas, as Cataratas do Iguaçu e as Cataratas do Guaira (desaparecidas em conseqüência da hidrelétrica de Itaipu Binacional). A primeira projeção de películas filmadas no Paraguai, segundo os registros jornalísticos da época, é um curta conhecido como Mercado Central, filmado pelo argentino Ernesto Gunche, em 22 de agosto de 1905. É a data que, proposta pelo pesquisador e jornalista Manuel Cuenca em 2006, as entidades privadas do cinema paraguaio adotaram para definir o Dia do Cinema Paraguaio.
Nos anos 1920, chegam ao país vários cinematógrafos de muitos países, interessados em filmar as populações indígenas. Entre eles estão o norte-americano W. O. Runcie, o ítalo-argentino Emilio Peruzzi e o marquês belga Robert de Wavrin. Este último é um explorador, antropólogo e cineasta mais conhecido por seus documentários sobre as tribos indígenas do Gran Chaco e outras regiões da América do Sul. Em todo caso, muito pouco se sabe e menos ainda o que se economizou desse período.
Mas apenas em 1925 é que o Paraguay se reconhece em um filme nacional, o documentário Alma paraguaia (Hipólito Carrón e Guillermo Quell, 1925) parece ter sido o primeiro filme do país e foi filmado durante a peregrinação a Caacupé.,. No ano seguinte os mesmos diretores gravam El ciclón de Encarnación, que documenta o trágico resultado do tornado que assolou a cidade de Encarnación e que é utilizado em grande parte do território nacional para arrecadar fundos de assistência social às vítimas. Entre as obras dos Carrón se encontram Procesión (que se especula ser parte de Alma Paraguaya), Viaje de los voys scouts a Brasil, Argentina y Uruguay e outros 

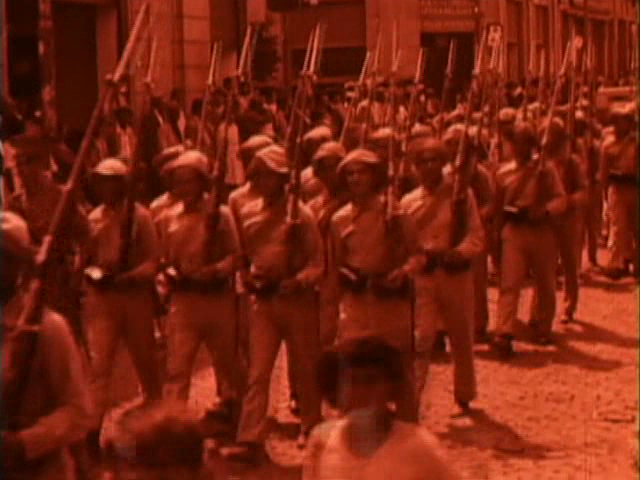
Frame do filme: En en infierno del Chaco (Roque Funes, 1932)

Em 1932, o fotógrafo argentino Roque Funes gravou o primeiro longa documental no Paraguai, intitulado En el infierno del Chaco, filme que usa imagens reais da Guerra do Chaco, entre Paraguai e Bolívia. Além de ser o primeiro filme feito no país a implementar uma faixa de efeitos sonoros e ruídos ambientais. Dado como perdido por décadas, o cineasta Hugo Gamarra conseguiu reestrear o documentário em Buenos Aires em dezembro de 2008, e no ano seguinte em Assunção. A Guerra motivou também um filme de Hollywood intitulado Alas sobre el Chaco (1934).

### Cinema sonoro
A chegada do cinema sonoro, ou com som sincrônico, no mundo foi a partir do ano de 1929. No Paraguai, em 1937 filmou-se no país o primeiro filme argumental Paraguay, tierra de promisión, uma co-produção paraguaio-argentina, em 35 milímetros, com som, dirigida pelo alemão James Bauer, com roteiro e música do compositor paraguaio Remberto Giménez; cuja rodagem não chegou a ser terminada.
A chegada do som não impediu que filmes mudos seguissem sendo produzidos, o médico Juan Max Boettner seguiu filmando paisagens e fatos de Assunção em 8mm preto e branco até 1947, quando realizou a primeira filmagem colorida Auto novo, na cidade de Caacupé e partir de então até 1952 passou a filmar em cores. O conhecido médico, compositor e musicólogo, realizou diversos documentários, como a primeira filmagem paraguaia de uma operação, em 1947.
Já no final da década de 1940, a demanda de uma cidade em crescimento e de um público ávido por filmes que se tornaram sonoros, levou à construção do Cine Gran Victoria no centro de Assunção, um projeto ambicioso que tem como modelo o Cine Teatro Ópera de Buenos Aires e é executado com grande qualidade arquitetônica neo-clássica, dobrando a capacidade dos demais cinemas existentes na época, com 1.500 cadeiras e ar condicionado central. Os irmãos Juan, Carlos e Enrique Biederman são os pioneiros paraguaios da exposição e distribuição no Paraguai. Começaram na segunda metade da década de 1940, trazendo programas de cinema outdoor para o interior do país com projetor Pathé-Baby de 8 mm sem som, manivela e grandes lençóis brancos como telas. Com essas viagens bem-sucedidas e aventureiras deram início à mais antiga empresa paraguaia de distribuição e exibição de filmes: a Cinematográfica Internacional do Paraguai SA (Cipsa), que, ao se aposentar os empresários argentinos, adquiriu a concessão de salas Asuncenas e programou um grande número de cinemas. bairro e interior do país. Ao longo dos anos, construiu outros cinemas no centro, como Cosmos e Yguazú, e em meados dos anos 90 assumiu a concessão dos cinemas Mall Excelsior, o primeiro em um shopping center. Com quase sessenta anos, esta empresa familiar dedicada ao cinema comercial, e que emprega três gerações, ainda é a maior do país.

### Primeiras coproduções
O cinema paraguaio é até os dias atuais marcado por co-produções estrangeiras, já que o país conta com poucos incentivos ao audiovisual. Em 1954, realizou-se a primeira co-produção oficial da Argentina e Paraguai: Codicia, protagonizada por Jacinto Herrera e dirigida pelo italiano Catrano Catrani, iniciam-se uma série de co-produções entre Argentina e Paraguai, com atores, técnicos, música e roteiros paraguaios, filmados no Paraguai, mas com produção majoritária da Argentina, muito influenciadas pela fuga de intelectuais do país diante de uma guerra civil iniciada em 1947. Seguida de El trueno entre hojas (1957), do argentino Armando Bó,  como: La sangre y la semilla (1959) e En la vía (1959, inédita), ambas de Alberto Du Bois; La burrerita de Ypacaraí (1962), de Armando Bó; bem como filmes argentinos, com participação paraguaia, como Sabaleros (1959) e Índia (1960), de Armando Bó; ou La sed (1961), de Lucas Demare, coprodução de Espanha e Argentina.
Em 1962, a co-produção de Itália e França Le rat d'Amérique, dirigida por Jean-Gabriel Albicocco e protagonizada pelo cantor Charles Aznavour, filma algumas tomadas no Paraguai. O mesmo ocorreria com Desencuentros (1992), produção suíça, dirigida por Leandro Manfrini.
Também se deram várias co-produções com o Brasil, entre elas O Amante de Minha Mulher (1978), do italiano Alberto Pieralisi; O Último Cão de Guerra (1979), de Tony Vieira; A Cafetina de Meninas Virgens (1981; conhecida em Paraguai como Kapanga), de Agenor Alves e Guillermo Lado Díaz; e O Amigo Dunor (2005), de José Eduardo Alcázar, cineasta brasileiro que vive em Assunção e é autor de outras produções como Reencontro (1982, mediometraje), US/Nosotros (2007), Quiero que leas Pantagruel (2009), Nocturno de Bachelard (2010), El Cine Posible (2010).
Os roteiros de Augusto Roa Bastos sobre temas paraguaios ocupam um lugar importante nessa filmografia de coproduções, El trueno entre hojas (Armando Bó, 1957) que inaugura a famosa dupla de Isabel Sarli e Armando Bó; Sangre y Semilla (Alberto Dubois, 1959) e Hijo de Hombre Choferes del Chaco / La sed  (Lucas Demare, 1961), embora este último seja uma co-produção entre Argentina e Espanha e não tenha sido filmado no Paraguai. Vale ressaltar que a contribuição de Roa Bastos como roteirista se estende a outros filmes de produção totalmente argentina que, além de se destacarem e ganharem prêmios em sua época, são considerados de grande valor na cinematografia argentina; É o caso de Shunko (1960) e Alias Gardelito (1964), ambos de Lautaro Murúa.

### Salas de Cinema
A Compañía Central Cinematográfica, dirigida pelo cinéfilo Coronel Pablo Rojas, foi fundada na década de 1960, administrando os tradicionais e lotados cinemas Granados e Roma, além de outros em bairros de Assunção. Seus descendentes, no entanto, não se interessaram no negócio do cinema e ele desaparece após sua morte. Nesta década também começou Manuel Ângulo, assumindo o grande Cinema Guaraní no novíssimo Hotel Guaraní, um edifício que muda a paisagem arquitetônica central de Assunção. Na década seguinte acaba de construir um teatro que se tornou o mais moderno até então: o Cine Premier. No final dos anos noventa, já com a participação dos filhos, montou as seis salas do Cinecenter Villa Morra, o complexo de cinemas mais popular da atualidade e com a programação mais diversificada.
Uma pessoa-chave na história da atividade cinematográfica paraguaia é o distribuidor e amante do cinema José Baddouh, um argentino radicado no Uruguai que por acaso decide ficar no Paraguai. No fatídico ano paraguaio de 1947 (devido à revolução fracassada e às represálias que lhe aconteceram), Baddouh viaja ao Peru com uma remessa de filmes para comercializar, quando faz uma escala em Assunção, um general paraguaio o convidou a passar uma semana exibindo seus filmes para a diversão da população que acabava de sair de um período trágico. Encantado com Assunção, Don José Baddouh logo traz toda sua família e com seu trabalho revoluciona a atividade cinematográfica local deixando uma marca importante em várias gerações. Graças à sua profunda vocação cinéfila, o público paraguaio pode conhecer desde os autores franceses até o cinema exótico do Japão e da Índia. Baddouh foi um dos poucos que apostou em contribuir para o desenvolvimento da cultura cinematográfica paraguaia trazendo filmes de Bergman, Fellini, Kurosawa, Antonioni, Truffaut, Resnais e Ray, entre outros. E assim como cooperou com as cinematecas da Argentina e do Uruguai, tornou-se aliado estratégica da Cinemateca Paraguaia e dos cineastas de Assunção entre os anos sessenta e setenta. Infelizmente, Baddouh nunca adquiriu cinemas, limitando-se à distribuição e, portanto, seu trabalho e o de seus filhos não foi mais longe.

### A ditadura Stroessner (1954-1989)
Enquanto o rádio e a televisão são do Estado e dirigidos por membros servis da ditadura, a oferta de filmes é canalizada para o entretenimento e a evasão. Embora haja espaço para filmes de rock musical, filmes eróticos (como os de Isabel Sarli e os brasileiros) e até filmes pornográficos, que marcaram de alguma forma a sociedade nessas três décadas, um sistema férreo de censura proíbe a estreia de filmes por trás da cortina de ferro, claro cubano e russo, assim como filmes europeus com ideias “estranhas” ou “que ameaçam nosso estilo de vida”. O ditador Institui o Noticiário Nacional com edições semanais de exibição obrigatória em todos os cinemas do Paraguai e assiste com alegria à estreia de documentários sobre as belezas do país e as obras de progresso de seu governo, que lhe trazem dedicatórias frondosas e são produzidos pelos ministérios, pelo partido oficial do governo ou por empresários amigos. Os noticiários foram produzidos até o ano de 1981, mesmo que tenham diminuído sua importância e frequência a partir da popularização da TV nos anos 1960.
Entre 1955 e 1962, o Paraguai foi registrado em cinco co-produções com a Argentina em filmes como El trueno entre las hojas (1958) e La sangre y la semilla (1959), dois dos 17 roteiros que o laureado escritor paraguaio Augusto Roa Bastos colaborou no cinema argentino. As estreias dessas coproduções até La burrerita de Ypacaraí em 1961, são acontecimentos de grande peso no imaginário e na consciência coletiva paraguaia.
Em meados dos 1960 surge o grupo Cine Arte experimental, que gravava em 8mm e 18mm, impulsionado por Carlos Saguier, Jesús Ruiz Nestosa e Antonio Pecci, com várias realizações importantes, como o media-metragem de 40 minutos El Pueblo (1969), de Carlos Saguier, retrato experimental – misto de ensaio documental e expressionista – da existência de uma cidade camponesa estagnada no desamparo e no primitivismo. A complexa elaboração estilística e o intransigente retrato social e humano são demais para o partido no poder. Após exitosas exposições em centros culturais de Assunção e posteriormente no exterior, a condenação oficial e a perseguição levaram à desintegração do grupo. Saguier, infelizmente, deixa vários curtas inacabados e o projeto de um longa-metragem para dar continuidade à carreira cinematográfica com comerciais de 35 mm de alta qualidade técnica e um contrato para documentar a longa construção da gigantesca hidrelétrica de Itaipu. Assim termina a mais preciosa tentativa de uma arte cinematográfica independente em um período de totalitarismo.
A construção da Usina Hidrelétrica de Itaipu produz um auge econômico que permite ao governo incentivar filmes ambiciosos, como o épico Cerro Corá, o primeiro longa de produção integralmente paraguaia, gravado em 35mm, uma ficção histórica dirigida por Guillermo Vera Díaz, sobre o Marechal Solano López e sua morte na Guerra da Tríplice Aliança (mais conhecida no Brasil como Guerra do Paraguai), o filme foi o primeiro grande sucesso nacional de bilheteira, ainda que sem registros específicos de cifras. O filme reestreou em 2002, e teve estimativas que lhe acreditavam uns cem mil espectadores. Passaria uma década antes do seguinte longa de ficção, mas o governo ainda incentivaria alguns documentários, como, Cómo se construye una nación (1980) sobre a indústria e o comércio do Paraguai, A corrupção na época e a intenção de controlar todos os produtos midiáticos e culturais impossibilitaram a realização de outros filmes no Paraguai, como Son of Man / Chaco Drivers / La sed (L. Demare, 1961), Eliza Lynch de Anthony Quinn nos anos setenta e La misión (R. Joffé, 1986)
No entanto, dois núcleos de filmes independentes tentaram se formar nos anos 1970. Alunos do Departamento de Mídias Modernas de Comunicação Social da Pontifícia Universidade Católica se reúnem na Oficina de Cinema Universitário (TUC) e realizam três curtas-metragens em direção coletiva. Eles também tentam fazer documentários escondidos, mas devido ao rígido controle da ditadura estes são inconclusivos. O outro caso é o da Oficina Cine Clube da Escola Cristo Rey, sob a direção do Padre Jesús Montero Tirado, que fundou o Instituto de Cinema Infantil e Juvenil em 1977, promovendo a produção de cerca de trinta curtas em super 8 Um dos integrantes desse núcleo estudantil é Juan Carlos Maneglia, o mais talentoso e importante diretor de curtas-metragens de vídeo-ficção das próximas duas décadas.
Nesse período dos anos 1970, o jovem francês Dominique Dubosc viveu alguns meses no país. Com câmera própria de 16 mm e conhecimentos de antropologia realizou seus dois primeiros curtas-metragens. Kuarahy ohechá (1968) é o retrato de uma família camponesa e Manohara (1969) do Hospital de Lepra rural e seus habitantes: dois filmes de grande qualidade etnográfica que são apreciados sem censura nos cine clubes de Assunção por muitos anos após seu retorno à França.

### Anos 1980 e 1990
O movimento do vídeo independente e o uso desse novo meio –principalmente U-matic – como expressão de um autor realmente começaram em meados dos anos 1980, o vídeo barateou as produções e permitiu o desenvolvimento de curta-metragens independentes até os anos 1990.
No início dos anos 1980, Hugo Gamarra regressou a Assunção, recém-licenciado pela Universidade do Texas com a sua tese cinematográfica e fundou a empresa Ara Films Producciones, onde imediatamente começou a fazer documentários de 16 mm sobre a religiosidade popular paraguaia, com o novo Canal 13, sendo um deles pós-produzido nos Estados Unidos e distribuído com narração em inglês. Em 1989, Hugo Gamarra realizou El secreto de la señora, a primeira minissérie da TV paraguaia, que teve sua versão de longa-metragem, ainda que nunca tenha estreado nos cinemas. Manuel Cuenca e Ray Armele realizam o documentário Psychological Experiment (1984) com o Canal 9. Embora tenham uma relação de produção com a televisão, ambos utilizam o vídeo como meio de expressão cinematográfica e não se aproximam de forma alguma das convenções televisivas da época.
Nesta mesma década, deve-se levar em consideração o trabalho ímpar em Super-8 do paraguaio Gregorio López Grenno. Seus meticulosos filmes documentários de grande valor cultural lidam com artesãos e suas tradições de produção.
Juan Carlos Maneglia (diretor de 7 cajas), com uma visão muito particular e manipulando o VHS realizou uma série de curtas de qualidade e relato incríveis: como a trilogia Presos, Espejos, Bocetos, de 1987. Mais tarde, seguiria suas produções em parceria com a produtora e diretora de arte Tana Schémbori, juntos eles realizaram a trilogia La clase de órgano (1990), Artefacto de primera necesidad (1995) e Amor basura (2000), todos com repercussão internacional. Depois vieram mais curtas: Say yes, Estraños vecinos, Horno Ardiente, Tercer Timbre.
A consolidação do vídeo ocorre com uma competição sul-americana em três edições do Festival Sul-Americano de Curtas, iniciado pela Ara Films Producciones em 1989 e promovido pela Fundación Cinemateca del Paraguay em 1990 e 1992. Curtas-metragens de Juan Carlos Maneglia e Ray Armele obtêm o Prêmios especiais concedidos pelo júri internacional em ambas as edições. Videógrafos autodidatas formados durante os anos sombrios, a maioria com experiência em publicidade, iluminam o país com suas próprias imagens no final dos anos 1980 e início dos 1990. O longa-metragem El secreto de la señora, dirigido e produzido por Hugo Gamarra em sistema cooperativo durante 1989 e com a intenção de ser o primeiro telefilme nacional, estreia coincidindo com o início de um Paraguai em democracia, após a derrubada de Stroessner em 1989.
A partir do fim da ditadura, o vídeo ocupa um lugar imediato na formação de entidades audiovisuais e capacitação de realizadores. Arami Ullón realizou dois curtas entre os quais se destacou Ausencia de un nombre próprio (1998). Obras de Hugo Gamarra exibidas nos festivais do Rio de Janeiro e de Havana são seguidas por outras de jovens cineastas como Juan Carlos Maneglia e Tana Schembori, Marcello Martinessi e Paz Encina.
Em 1990, cria-se o Festival Internacional de Cinema em Assunção que  oferece uma vitrine multinacional para as produções paraguaias e incentiva a visita de cineastas estrangeiros ao país, como o chileno Luis Vera e o brasileiro Claudio McDowell, que realizam as duas únicas co-produções paraguaias dos anos 1990: Miss Ameriguá (Chile-Paraguai-Suécia, 1994) e O toque do oboé (Brasil-Paraguai, 1998). Ambos são rodados inteiramente no Paraguai, permitindo que talentos nacionais vejam formas de trabalho internacionais, e visitem inúmeros festivais de cinema, carregando imagens de um país desconhecido. Também o curta totalmente paraguaio Amor Trash de Maneglia e Schembori (2000) deixa sua marca nacional e internacional.

### Anos 2000 e 2010
Nos anos 2000 vários filmes de realizadores do país circularam e foram premiados em festivais internacionais, chamando cada vez mais a atenção para a produção cinematográfica do Paraguai.
Em janeiro de 2005 Ou Amigo Dunor (2005), de Jose Eduardo Alcázar, foi estreado no Festival Internacional de Cinema de Róterdam e posteriormente nominado ao Tiger Award junto a Ilya Andreevich Khrzhanovsky e em 2006, o longa Hamaca Paraguaya, da diretora Paz Encina recebe o prêmio Um certo Olhar no Festival de Cannes, as duas premiações em grandes festivais coloca o cinema paraguaio definitivamente no mapa do cinema mundial. Hamaca Paraguaya ainda recebeu outros prêmios, como o Prêmio Luis Buñuel a melhor filme iberoamericano, no Festival de Cinema Iberoamericano de Huelva.
Também foram premiados vários curtas, como, Ahendu nde sapukai (2008), de Pablo Lamar; Karai Norte (2009), de Marcelo Martinessi, que foi a primeira produção paraguaia a estrear no Festival Internacional de Cinema de Berlim e mais tarde o diretor voltaria a receber mais de 10 prêmios no mesmo festival por Calle Última (2011); Viento Sur (2011), de Paz Encina; Isla Alta (2012), de Federico Adorno; Trinidad (2011) de Sergio Colmán Meixner e Andrea Gandolfo, primeiro curta de terror paraguaio selecionado em vários festivais dentro do circuito do género.
Em setembro de 2012, o curta Resistente, de Renate Costa e Salla Sorri, levou a primeira bandeira paraguaia ao Festival de Veneza, em coproducción com Finlândia e Dinamarca. Em setembro de 2016, o curta Basybuky de Mónica Ismael levou o prêmio CAR (Centro Audiovisual Rosario) à obra mais destacada por seu valor educativo no 23 Festival Internacional de Cinema Latinoamericano de Rosario Argentina. E seguidos por outros premiados como El tiempo nublado (2014, documentário), de Arami Ullón; Tierra Roja (2006, documentário), de Ramiro Gómez; Profesión Cinero (2007, documentário), de Hugo Gamarra; 18 cigarillos y medio (2010), de Marcelo Tolces; Novena (2010), de Enrique Colar; Felipe Canasto (2010), de Darío Cardona; e Tren Paraguay (2011, documentário), de Mauricio Rial Banti.
7 cajas em setembro de 2011 debutou internacionalmente ao conquistar o Prêmio Cinema em Construção, no Festival de San Sebastián (Espanha) ese converteu, em 2013, no primeiro thriller guarani em concorrer pelos Prêmios Goya do cinema espanhol, e em se estrear comercialmente na Espanha, onde arrecadou 200 mil dólares em seis semanas. Foi considerada para os Balões de Ouro, e não pôde postular-se ao Oscar, como Paraguai não contava com a experiência de uma academia de cinema. A obra de Maneglia-Schémbori, em seu primeiro ano de lançamento, ganhou 18 galardões em festivais ao redor do planeta.
El Tiempo Nublado acumula seis galardões internacionais, sendo o mais importante o prêmio à melhor ópera prima "Regard Neuf" no prestigioso festival de documentários, Visions Du Réel. Depois de sua estreia no Paraguai, em agosto de 2012, lançou-se no Festival de Toronto, sendo o primeiro filme paraguaio nessa concorrência.

## Suportes

### Super-8
Usado nas décadas de 1970 e 1980 por diretores experimentalistas e fundamental na formação de cineastas do país. Fez destaque nas produções do Institute de Cine para la Infancia e La Juventud e nas produções de Gregorio López Grenno.

### 16mm
Foi muito usado nas produções televisivas, a partir de 1965 e até a chegada do vídeo na década de 1980. E paralelamente pelas produções independentes do grupo Cine Arte Experimental, que realizava documentários sociais e mais tarde foi diluído pela ditadura, quando se deu o lançamento do filme El Pueblo, em 1969.
Na década de 1970, o francês Dominique Dubosc também realizou filmes antropológicos em 16mm no país. E nos anos 1980 a empresa de Hugo Gamarra, chamada Ara Films Producciones passa a produzir documentários em 16mm.
O curta Karai Norte (2009), de Marcelo Martinessi, um conto ambientado na Guerra Civil de 1947, que foi gravado em 16 mm e logo transferido a 35 mm.

### 35mm
Desde o começo do cinema paraguaio, nos anos 1920, várias produções mudas e sonoras do país foram gravadas ou transpostas ao 35mm, como as produções dos pioneiros Hipólito Carron, Guillermo Quell e Agustín Nicolás Carron Quell.
O Noticiero Semanal produzido pela ditadura Stroessner, também era rodado em 35mm e exibido nos cinemas antes das projeções de filmes. E alguns curtas publicitários após a chegada da TV também eram gravados neste formato.
Depois de Cerro Corá (1978), só teve um longa paraguaio que tenha gravado no clássico formato de 35 mm: Hamaca paraguaya (2006), de Paz Encina.

### Vídeo
As primeiras câmeras de vídeo chegam ao país em 1979. No geral, o desenvolvimento e crescimento do audiovisual paraguaio baseou-se principalmente a partir do vídeo. Promovendo diretores como Marcelo Martinessi e Juan Carlos Maneglia. Embora, por outro lado o vídeo também significou o fim de muitas salas de cinema, com o aumento da pirataria e a possibilidade de assistir aos filmes em casa, ou alugá-los em video-locadoras.

### Digital
7 cajas se encarregou de inaugurar a chegada do cinema digital de alta definição, ao ser gravado integralmente, nos começos do 2010, com uma câmara Canon EOS-1D Mark IV. No ano seguinte, Liberdad de Gustavo Delgado foi gravada com o mesmo formato, empregando uma câmara Red One e converteu-se no primeiro filme paraguaio a estrear em HD (alta definição). Em 2012, o consagrado ator Arnaldo André faz seu primeiro filme como diretor, Leictura según Justino, optando por uma câmara Arri Alexa.
Produções como Costa Dulce (Canon EOS 5D Mark II), de Enrique Colar, ou a rodagem de Mangoré, por amor al arte (Rede Epic-M e Rede Scarlet-X), de Luis R. Vera, reafirmam esta nova era digital no cinema nacional.

## Formação profissional

### Cursos de cinema
Desde o ano 2013 existem três universidades e um instituto profissional que oferecem as carreiras de Cinematografia e de Comunicação Audiovisual no Paraguai: o Instituto Profesional de Artes y Ciencias de la Comunicación (IPAC), criado em 1990, e que desde 2001 inclui carreiras relacionadas com o cinema; Licenciatura em Cinematografia do Paraguai na Universidade Columbia do Paraguai, criada pelo cineasta Sergio Colmán Meixner; e Universidade Autónoma de Assunção outorga o título de Licenciado em Comunicação Audiovisual, depois de quatro anos de carreira. Em dezembro de 2014 realizou-se a primeira Semana do Audiovisual da UAA, com o lema Criando Histórias”.
Desde 2011, a Universidade do Pacífico outorga o título Licenciado em Artes e Ciências da Comunicação, com cinco anos de carreira. Em 2013, esta faculdade inaugurou seu Estudo de Televisão e Fotografia. Anualmente organiza-se a Expo de Desenho Gráfico e Comunicação Audiovisual.
A Universidade Federal da Integração Latino-Americana (UNILA) também oferece graduação em Cinema e Audiovisual desde 2012, para estudantes de toda América-Latina, incluindo paraguaios. O curso possui quatro anos de formação, divididos em 8 semestres.
Desde o ano 2015, há uma sede da Escola Nacional de Experimentação e Realização Cinematográfica (ENERC) dependente do Instituto Nacional de Cinema e Artes Audiovisuais de Argentina (INCAA) na província de Formosa, fronteiriça com o Paraguai. Esta escola aceita estudantes paraguaios e é livre e gratuita. Seu título é de Realização Cinematográfica Integral, é de carácter polivalente durante os dois anos de curso e no terceiro ano  se desenvolve a Tese de graduação.

### Literatura
A escassa produção literária de cinema paraguaio inclui o livro "Mis Reflexiones sobre el guión cinematográfico y el guion de la película Hijo del hombre", do destacado escritor paraguaio Augusto Roa Bastos, publicado originalmente em 1993, por RP Edições, Fundação Cinemateca e Arquivo Visual do Paraguai em Assunção. Em 2008, o livro foi reeditado pela editorial Servilibro, Fundação Augusto Roa Bastos e Fundação Cinemateca do Paraguai.
Em novembro de 2011 foi apresentando em Espanha, o Dicionário do Cinema Iberoamericano. Espanha, Portugal e América, em quatro volumes, uma obra auspiciada pela Sociedade Geral de Autores e Editores (SGAE), e a Fundação Autor. A enciclopédia, disponível no Centro Cultural de Espanha Juan de Salazar em Assunção, inclui um capítulo dedicado a Paraguai, elaborado pelo realizador Hugo Gamarra.
O apartado do dicionário sobre Paraguai inclui os tópicos: O cinema oficialista, com a cadeia de radiodifusão oficial, foi parte do sustento do regime de 35 anos, o Noticiero Nacional, laonga Cerro Corá, curtas; Oficinas e núcleos de cinema independente, entre anos 60 e 70: Oficina Universitária de Cinema, Oficina Instituto de Cinema para a Infância e a Juventude, Cinema Arte Experimental; Estrangeiros com incidência no cinema paraguaio, directores, revendedores, e educadores; e Cinematecas, cinema clubes e festivais, anos '60 à actualidade.
Em maio de 2014 foi publicado o primeiro livro de roteiros, com as obras ganhadoras do primeiro Concurso de Roteiro Roa Cinero (2013), realizado pela Fundação Augusto Roa Bastos e pela Fundação Cinemateca do Paraguai. No material encontram-se Soñé por mi hijo de Bruno Almada, que obteve o primeiro posto; Manuscrito, de Javier Viveros (que baseia o projecto El Supremo Manuscrito, de Jorge Díaz de Bedoya); Vestida así de Eliana María González, e Póra, de Luis Armando Giménez.
Em junho de 2015 apresentou-se o livro Cinquenta anos de cinema no Paraguai: pessoas, lugares, acontecimentos, do docente e cinematógrafo Richard Baddouh.
- Mis Reflexiones sobre el guion cinematográfico - y el guión de la película Hijo de hombre (2008, reeditado de 1993), de Augusto Roa Bastos.
- Dicionário do Cinema Iberoamericano. Espanha, Portugal e América (2011, Espanha), capítulo Paraguai, de Hugo Gamarra.
- Primeiro Concurso de Guión Roa Cinero (2014), da Fundação Augusto Roa Bastos e da Fundação Cinemateca do Paraguai
- Cinquenta anos de cinema no Paraguai: pessoas, lugares, acontecimentos (2015), de Richard Baddouh.
- Manual de cinema de género: Como fazer cinema de género em América Latina (2015, Argentina), capítulos sobre '7 caixas', por Juan Carlos Maneglia e Tana Schémbori, e 'Gritos do Monday', por David Miranda.
- A câmara sem lei: "Rede paraguaia" e a refundación globalizada do cinema guaraní (2015), de Alejo Magariños (Brasil/Argentina).
- O sangue e a semente. Um tesouro recuperado (2017), de Hugo Gamarra Etcheverry.
- Falemos de cinema. (Antología) Volume I (2017), de Isaac León Frias (Peru), capítulo 'O cinema paraguaio existe!' (1972).
- Pelo que você e eu sabemos (2018), autobiografía de Arnaldo André.

## Festivais e Prêmios de cinema no Paraguai
- Festival Internacional de Cine de Paraguay, criado por Hugo Gamarra, fundado em 1990, em 2020 se realizará a 29ª edição.
- Festival y Seminario Internacional de Documentales en Paraguay Festidoc, fundado em 2005.
- Prêmio Arasa - Concurso Nacional de Cortometrajes e Concurso de Cortos Caacupé, realizado pela Sociedade Cultural de Coronel Oviedo e Puppa Productora.
- Concurso de Cortometrajes Premio Cabildo
- Concurso de Guión Roa Cinero - concurso de roteiros realizado pela Fundação Augusto Roa Bastos

## Fundos de Cultura
Em 2018 foi promulgada a Lei do Audiovisual (LEY N° 6.106 DE FOMENTO AL AUDIOVISUAL)  e em 2019 foi regulamentada por um decreto e regulamenta o funcionamento do Instituto Nacional del Audiovisual del Paraguay (INAP) e do Consejo Nacional del Audiovisual (CNA), enquanto as instituições se organizam para iniciar o lançamento de editais, os fundos de Cultura que até então aportam ao audiovisual do Paraguai:
- Fondo Nacional de Cultura (Fondec)
- Centro Cultural de la República El Cabildo (dependente do Congresso Nacional)